# المجلس الاقتصادي والاجتماعي للأمم المتحدة
يعمل المجلس الاقتصادي والاجتماعي وكأنه منتدى مركزي لمناقشة القضايا الاقتصادية والاجتماعية الدولية، وصياغة التوصيات السياسية الموجهة إلى الدول الأعضاء ونظام الأمم المتحدة. يضم المجلس 54 عضوًا. بالإضافة إلى العضوية الدورية لـ 54 دولة عضو في الأمم المتحدة، تتمتع أكثر من 1600 منظمة غير حكومية بصفة استشارية مع المجلس لتشاركه في عمل الأمم المتحدة.
يعقد المجلس الاقتصادي والاجتماعي جلسة واحدة تستمر أربعة أسابيع كل عام في يوليو، ومنذ عام 1998 يعقد أيضًا اجتماعًا سنويًا في أبريل مع وزراء المالية الذين يرأسون اللجان الرئيسية للبنك الدولي وصندوق النقد الدولي (IMF). بالإضافة إلى ذلك، يعقد منتدى السياسة الرفيعة المستوى (HLPF)، الذي يستعرض تنفيذ أجندة 2030 للتنمية المستدامة، تحت رعاية المجلس كل يوليو.
أعضاء المجلس الاقتصادي والاجتماعي مسؤولون عن انتخاب المجلس التنفيذي لمنظمة الأمم المتحدة للطفولة (UNICEF)، ومجلس برنامج الأمم المتحدة الإنمائي (UNDP)، ولجنة المفوضية العليا لشؤون اللاجئين (UNHCR)، والعديد من اللجان والأجهزة الأخرى تحت ولايته. ويعتبر المجلس الاقتصادي والاجتماعي مسؤول عن مهام مثل مراجعة وتحديث قائمة الأمم المتحدة لأقل البلدان نموًا.

## تشكيل المجلس
يتألف المجلس كجهاز رئيسي للأمم المتحدة من 54 عضواً من أعضاء الأمم المتحدة، ينتخب 18 عضواً منهم كل عام من قبل الجمعية العامة لمدة ثلاث سنوات وليس لأية دولة عضوية مستمرة في المجلس، ولكن كما جرى العمل ولضمان توفير دعم كاف للبرامج فإن الدول الدائمة في المجلس يعاد بشكل منتظم انتخابها، وأعضاء المجلس موزعين كالآتي: 14 عضواً من الدول الإفريقية، 11 عضواً من الدول الآسيوية، 10 عضواً من أمريكا اللاتينية، 13 عضواً من أوروبا الغربية، 6 أعضاء من أوروبا الشرقية.
يضم المجلس بعض الأجهزة الفرعية وتشمل:
- خمس لجان اقتصادية: اللجنة الاقتصادية الإفريقية (مقرها أديس أبابا)، واللجنة الاقتصادية والاجتماعية لآسيا والباسيفيك (مقرها بانكوك)، واللجنة الاقتصادية لأوروبا (مقرها جنيف)، واللجنة الاقتصادية لأمريكا اللاتينية والكاريبي (مقرها سانتياغو-شيلي)، واللجنة الاقتصادية لغرب آسيا(مقرها بيروت).
- تسع لجان وظيفية: اللجنة الإحصائية، لجنة السكان والتنمية، لجنة حقوق الإنسان، لجنة المرأة، لجنة المخدرات، لجنة منع الجريمة والعدالة الجنائية، لجنة العلم والتكنولوجيا للتنمية، ولجنة التنمية المستدامة.
- أربع لجان دائمة: لجنة البرامج والتنسيق، لجنة المستوطنات البشرية، لجنة المنظمات غير الحكومية، مجموعة العمل الحكومية للخبراء بشأن المستويات الدولية للمحاسبة والتبليغ.

## إجراءات التصويت
لكل دولة عضو في المجلس صوت واحد، تتخذ القرارات بالأغلبية البسيطة للأعضاء الحاضرين والمصوتين، ويعقد المجلس دورتين عاديتين كل سنة.

## وظائف وسلطات المجلس
يعمل المجلس الاقتصادي والاجتماعي تحت إشراف الجمعية العامة للأمم المتحدة. والوظائف الرئيسية للمجلس تهدف إلى تحقيق:
- أعلى مستوى للمعيشة والتقدم الاقتصادي والاجتماعي.
- حل المشاكل الدولية الاجتماعية والاقتصادية والصحية.
- احترام ومراعاة حقوق الإنسان والحريات الأساسية للمجتمع.

وللمجلس وظائف أخرى تشمل:
- يشرع بعمل دراسات وتقارير وعمل توصيات عن المسائل الدولية في الأمور الاقتصادية والاجتماعية والثقافية والصحية وما يتصل بها.
- الدعوة إلى مؤتمرات دولية، وإعداد مشروعات اتفاقيات لطرحها على الجمعية العامة بشأن المسائل التي تقع في اختصاصه.
- التفاوض بشأن اتفاقيات مع الوكالات المتخصصة تحدد علاقتها بالأمم المتحدة.
- تنسيق أنشطة الوكالات المتخصصة وتلقي تقارير منها والإبلاغ بملاحظاته على هذه التقارير إلى الجمعية العامة.
- توجيه توصيات إلى الوكالات المتخصصة بما في ذلك توصيات بشأن ميزانيتها المقترحة.

## اقرأ المزيد
- لجنة الأمم المتحدة المعنية بوضع المرأة